# ديك كلارك (سياسي)
ديك كلارك (بالإنجليزية: Richard C. Clark)‏ هو سياسي أمريكي، ولد في 14 سبتمبر 1928 في مقاطعة لين في الولايات المتحدة. حزبياً، نشط في الحزب الديمقراطي. وقد انتخب عضو مجلس الشيوخ الأمريكي عن دائرة آيوا (3 يناير 1973 – 3 يناير 1979).